# ペーター・シュトラッサー

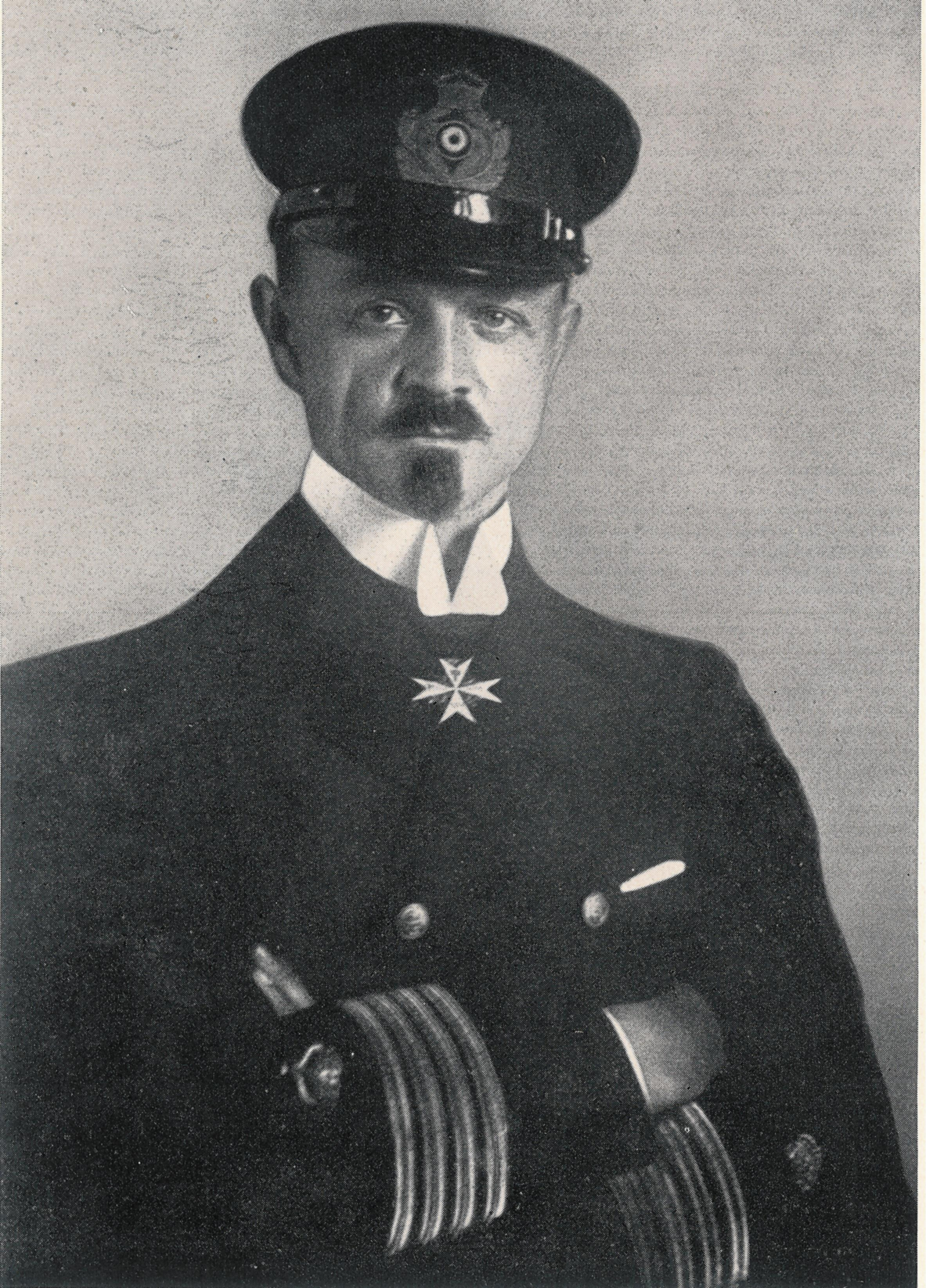
ペーター・シュトラッサー

ペーター・シュトラッサー（Peter Strasser、1876年4月1日 - 1918年8月6日）は第一次世界大戦当時のドイツ海軍軍人でドイツ飛行船隊（Luftschiffer）の最高司令官。1915年から1918年にかけて飛行船による爆撃作戦を遂行した。

## 初期の経歴
シュトラッサーは1876年4月1日、ドイツのハノーファーで生まれ、15歳でドイツ帝国海軍（Kaiserliche Marine）に入隊、軍艦シュタインとモルトケに勤務したのち、キールの海軍大学校に入学した。シュトラッサーの昇進は早く、1895年には大尉となった。その後1897年から1902年にかけて軍艦マルス、ブリュッヒャー、パンター、メクレンブルク、ヴェストファーレンなどに乗務した。シュトラッサーは優秀な砲術士官であり、海軍本部（Reichsmarineamt）の艦砲および沿岸砲の担当部門に配属された。その後飛行船部門（Marine-Luftschiff-Abteilung）に異動したが彼は初めそれを降格と受け取った。当時、飛行船はまだ確立されていない技術であり、最初の2隻の海軍飛行船は事故で失われていた。しかし飛行船の理論的な学習を終え、民間の飛行船LZ17「ザクセン」の操縦の実地経験を積んだ結果、シュトラッサーは考えを改めた。新しい飛行船が建造されるまでの間、海軍はLZ13「ハンザ」をチャーターして海軍の乗組員の訓練に充てた。第一次世界大戦が始まったとき、ドイツ帝国海軍の作戦可能な飛行船はシュトラッサーが自ら指揮するLZ24（海軍名称L3）ただ1隻だった。

## 第一次世界大戦
第一次世界大戦が勃発した1914年8月以降しばらくは、海軍飛行船の任務は対潜戦、対機雷戦および偵察任務に限定されていた。飛行船部隊はヘルゴラント・バイト海戦（1914年8月28日）に参加した。1915年1月19日から20日にかけて、L3とL4は初めてイングランド爆撃に出撃し、グレート・ヤーマス、シェリンガムおよびキングズ・リンを攻撃した。続く3年の間、爆撃は主にイギリスに対して行われたが、パリ、アントウェルペンその他の都市および港も目標となった。爆撃は当初は軍事目標に限られていたが、すぐにカイゼルの承認の下に民間目標も攻撃の対象となった。イギリスの公式記録では、1915年から1918年までに爆撃で失われた犠牲者は民間人498人と兵士58人となっており、負傷者は1,913人にのぼった。ドイツ帝国海軍は360,000 kgの爆弾を投下したが、その大部分はイギリス諸島の目標に落とされたものである。307,315 kgが船、港、町に投下され、58,000 kgがイタリア、バルト海および地中海地域に投下された。ドイツ陸軍は160,000 kgの爆弾を自らの目標に投下した。44,000 kgはベルギーとフランス、36,000 kgはイングランド、そして80,000 kgはロシアと南東ヨーロッパに使用された。
シュトラッサーは、1916年11月28日に中佐に昇進し、飛行船隊司令官（Führer der Luftschiffe（FdL））に任ぜられた。しかしシュトラッサーは戦争の終結を見ることが出来なかった。1918年8月6日、シュトラッサー自身と22名の乗るツェッペリンL70は、ボストン、ノリッジおよびハンバー河口に対する夜間爆撃の際、イギリス偵察機に捕捉された。パイロットのエグバート・キャドバリー少佐と機銃手のロバート・レッキー少佐はL70をノーフォーク海岸のウェルズ・ネクスト・ザ・シー（Wells-next-the-Sea）の北に撃墜した。乗員の生存者は無かった。

## 後世への影響
シュトラッサーが戦争と歴史の双方に残した影響は、将来の航空戦にとって重要なものであり、長距離戦略爆撃の発達と、効果的な高高度全天候航空機としての硬式飛行船の開発がその功績である。前線の後方にある軍事目標や経済資源に対する爆撃に関する彼の考えは、ひとつは宣伝であり、また一方では現代的な総力戦の概念に繋がる、最前線から資源を割く手段としてであった。しかし、飛行船（そして、より重大なこととしてかけがえのないその乗員）が純然たる海軍兵器として用いられることがより良い選択であったのかどうかという疑問は残っている。
未確認情報として、第二次世界大戦当時に建造され、未完成に終わったドイツの航空母艦グラーフ・ツェッペリンの2番艦「航空母艦B」の予定艦名は「ペーター・シュトラッサー」であったといわれている。

## 参照項目
- ツェッペリン